# Luso
Luso è una freguesia portoghese appartenente al concelho di Mealhada, in Distrito de Aveiro, in Regiao Centro de Portogallo.

## Monumenti e luoghi d'interesse
- Palácio Hotel do Buçaco, antica residenza reale trasformata in albergo.